# Cultura de Hongshan

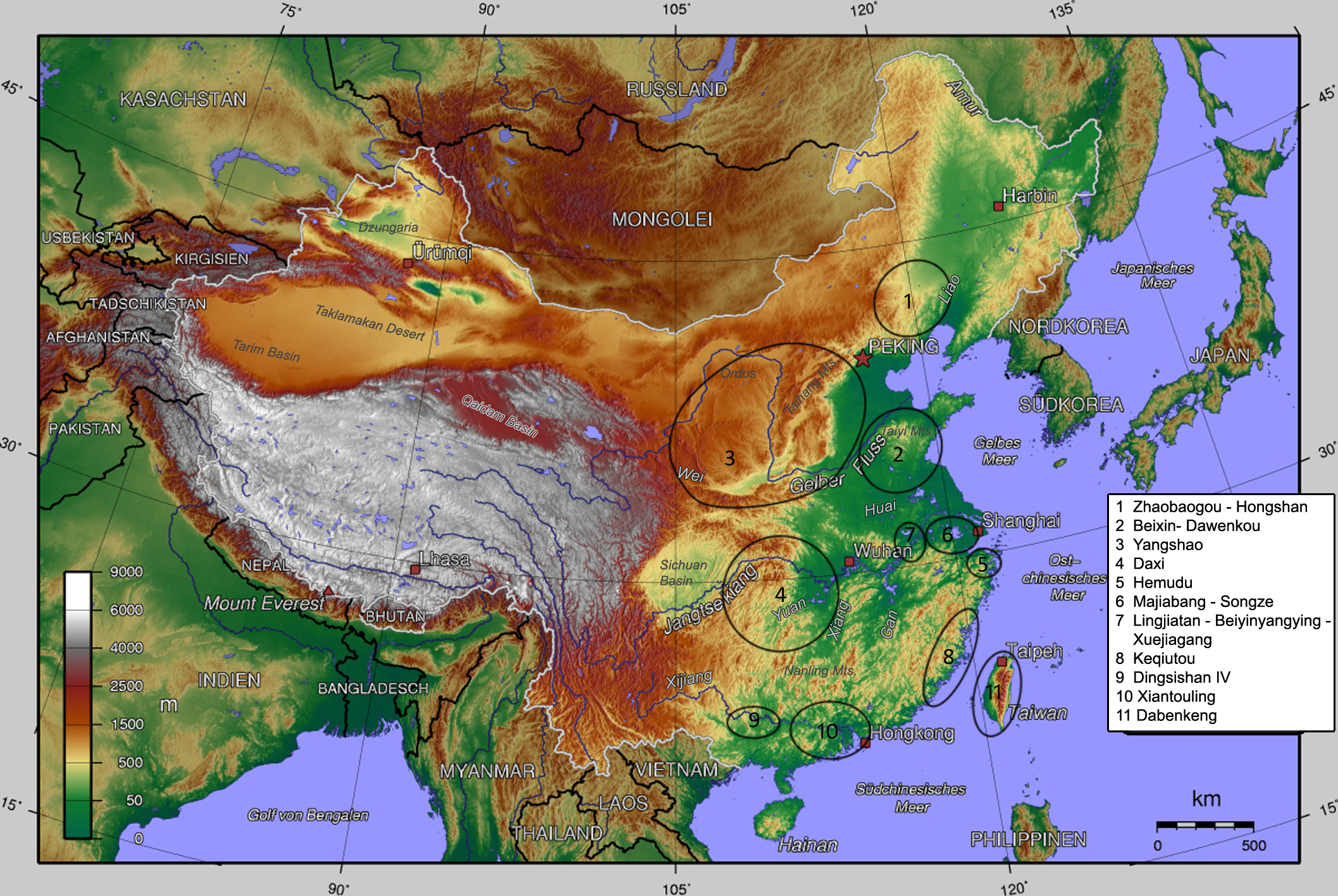
Culturas neolíticas da China

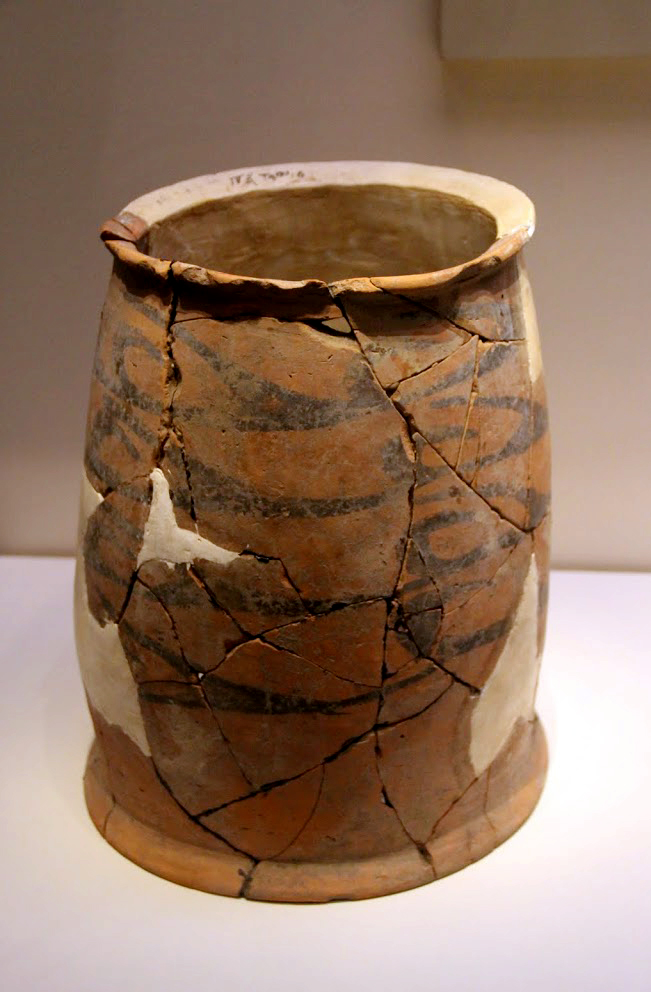
Pote cilíndrico de cerâmica (-)

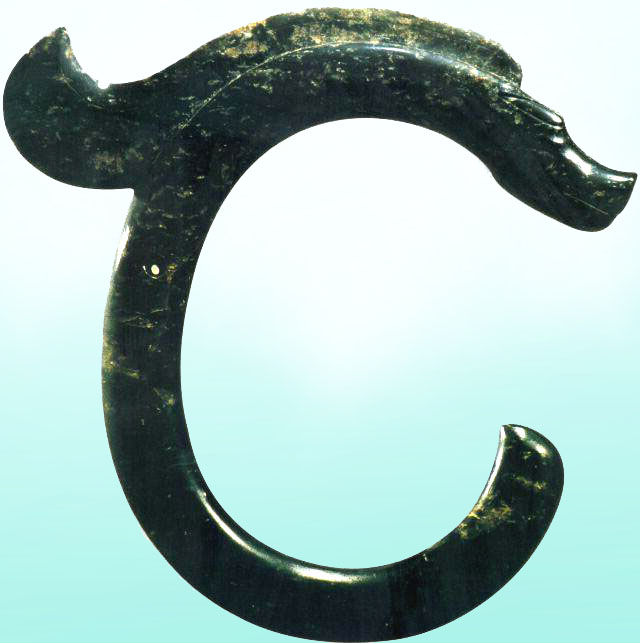
Dragão de jade em formato de "C"

A cultura de Hongshan (em chinês simplificado: 红山文化; chinês tradicional: 紅山文化; pinyin: Hóngshān wénhuà) foi uma cultura do período neolítico localizada do nordeste da China. Os sítios arqueológicos de Hongshan, datados de 4 700 a 2 900 a.C., foram encontrados em áreas que se estendem da Mongólia Interior à província de Liaoning.
Esta cultura é nomeada após Hongshanshou (em chinês simplificado: 红山後; chinês tradicional: 紅山後; pinyin: Hóngshānhòu), um sítio arqueológico do distrito de Hongshan, em Chifeng. O sítio de Hongshanshou foi descoberto pelo arqueólogo japonês Torii Ryūzō, em 1908. Em 1935, o sítio foi escavado por Kōsaku Hamada e Mizuno Seiichi.

## Contexto histórico
No nordeste chinês, a cultura de Hongshan foi precedida pela cultura de Xinglongwa (6 200–5 400 a.C.), cultura de Xinle (5 300-4 800) e cultura de Zhaobaogou. A cultura de Yangshao esteve localizada em uma área maior com a cultura de Hongshhan. As duas culturas, portanto, interagiram entre si durante a história.

## Artefatos
Os artefatos de Hongshan incluem alguns dos primeiros exemplos trabalhados em jade. A cultura de Hongshan é conhecida por seus dragões de jade e dragões embrionários. Figuras de argila, incluindo figuras de mulheres grávidas, também são encontradas pelos sítios de Hongshan.

## Religião
O sítio arqueológico de Niuheliang é um complexo ritual associado à cultura de Hongshan. As escavações descobriram um complexo subterrâneo dentro do templo, incluindo um altar. O templo foi construído com plataformas de pedra, com pinturas em paredes. Arqueólogos nomearam o templo de Templo da Deusa, devido à descoberta de uma cabeça de argila com olhos embutidos em jade. Alojados dentro do Templo da Deusa, existem estatuetas de barro com dimensões de até três vezes o tamanho do corpo humano. As estatuetas extremamente grandes são possivelmente deidades.
A existência de redes comerciais complexas e arquitetura monumental, apontam-se chefes locais presentes nestas comunidades pré-históricas. Dentro do templo, é possível encontrar cerâmicas pintadas. Mais de sessenta túneis nas proximidades foram descobertos, todos construídos em pedra e cobertos por montes de pedra, incluindo artefatos de jade. Dólmens foram descobertos em duas colinas próximos à cultura de Hongshan, com túmulos em formato redondo ou quadrados, feitos de pedra calcada empilhada. Mais adentro, estão esculturas de dragões e tartarugas. Além disso, surgere-se que o sacrifício religioso fosse uma das peculiaridades da cultura de Hongshan.

## Feng shui
Os sítios da cultura de Hongshan fornecem os primeiros indícios do feng shui. A presença de formas redondas e quadradas nos centros cerimoniais de Hongshan sugerem o uso precoce da cosmografia gai tian (céu redondo, terra quadrada). O primeiro fengue xui, baseado na astronomia, buscou encontrar correlações entre humanos e o universo.

## Descobrimento da civilização chinesa
Alguns arqueólogos chineses, como Guo Dashun, veem a cultura de Hongshan como uma etapa importante do desenvolvimento da cultura chinesa. Independente da afinidade linguística dos antigos habitantes. Além disso, acredita-se que a cultura contribuiu, também, para o processo de civilização da Coreia.